# 黄花石蒜
黄花石蒜又名淡黃石蒜（Lycoris flavescens），分布於台灣和韩国。